# 千葉福祉専門学校
千葉福祉専門学校（ちばふくしせんもんがっこう）は、かつて千葉県船橋市にあった私立の福祉系専門学校。学校法人ワタナベ学園が運営していた。2009年3月31日閉校。

## 所在地
- 千葉県船橋市前原東1丁目16-3

## 交通手段
- 東日本旅客鉄道（JR東日本）津田沼駅北口より徒歩15分
- 新京成電鉄新京成線（現・京成松戸線）新津田沼駅より徒歩10分